# Бочек III з Подебрад
Бочек III з Подебрад (Бочек III з Кунштату і Подебрад) (нім. Boček III von Podiebrad, чеськ. Boček III. z Poděbrad, Boček III. z Kunštátu a Poděbrad, Boček mladší z Poděbrad; помер у 1429) — чесько-моравський дворянин і прихильник гуситів.

## Життєпис
Представник чесько-моравського дворянського роду панів з Подебрад. Його батьками були Бочек II з Подебрад (пом. 1417 ) та Ганна Елішка з Липе (чеськ. Anna Eliška z Lipé), дочка Генріха з Липе (чеськ. Jindřich z Lipé). У деяких джерелах він згадується як Бочек Молодший, щоб відрізнити його від батька, який потім називався Бочек Старший.
Уперше згадується у джерелах з 1395. У джерелах він фігурував у перші роки досить часто, і особливо водночас зі своїм батьком. Разом зі своїм братом Вікторіном часто виступав як позивач у судах, де захищав свої майнові інтереси в Моравії.
У 1417 після смерті свого батька отримав у володіння маєтку в Моравії, якими він спільно володів зі своїм молодшим братом Вікторином. Вікторин з Подебрад успадкував чеські маєтки (замки Літіце, Наход і Хаммел), а молодший з братів, Гінек Бочек, отримав родовий маєток у Подебрадах. Ян з Подебрад, старший син Бочека II, помер ще за життя батька, між 1407 та 1409 . Вікторин і Бочек III кілька разів судилися через моравські володіння зі своїми далекими родичами Геральдом Гарматою з Кунштату та Смілем з Кунштату та Блудова.
У 1417 захопив і приєднав до своїх володінь замок Пишелець, а в 1418 придбав панство Вранова Лхота.
Після початку Гуситських воєн брав участь у нараді в Брно, де дворяни були змушені відхилити чотири празькі статті і зобов'язалися коритися новому чеському королю Сигізмунду Люксембурзькому. Через короткий час перейшов на бік гуситів.
У 1422 брав участь в облозі гуситами Кромержижа.
Більшу частину свого життя провів у Моравії. Він називав себе паном Боузовим, а після 1427 - паном Моравська-Тршебова. Був одружений і залишив потомства.
Рік смерті Бочека III точно не встановлено. Вважається, що він пережив молодшого брата Вікторина, який помер у 1427, на один чи два роки. Помер близько 1429.